# Кустовое (Белгородская область)
Кустовое — село в Яковлевском районе Белгородской области России, центр Кустовского сельского поселения.

## География
Село расположено по обоим берегам  реки Ворсклы, в 20,7 км по прямой к юго-западу от районного центра, города Строителя, в 19,1 км по прямой к северо-западу от северо-западных окраин города Белгорода. Ближайшие населённые пункты: село Серетино к юго-западу, ниже по руслу Ворсклы; посёлок Томаровка к северо-востоку, выше по руслу Ворсклы.

## История
Первые из выявленных документов с упоминанием Кустового относятся к началу 1700-х годов — речь в них идет о захвате земель однодворцев Кустового графом Г.И. Головкиным, одним из сподвижников Петра I.
Документ 1796 года, напротив, свидетельствует уже о «захвате однодворцами села Кустового Богатенского уезда земли помещика Свищева».
Перепись осени 1884 года: Грайворонского уезда Бутовской волости село Кустовое — 213 дворов (209 изб), грамотных 8 муж. (до школы — 12 верст); в селе — свой кабак. В земельном наделе селян «до 20 кусков чересполосной помещичьей земли».
Справочник «Россия...» (т. 2, 1902 год) сообщает: «От Томаровки на юго-запад, по левую сторону Ворсклы, вниз ее течения, идет почтовая дорога в уездный город Грайворон. Первое значительное селение на этом пути, в 3 верстах от Томаровки, но уже в пределах Грайворонскаго уезда, есть село Кустовое, имеющее до 1.800 жителей, богадельню, кирпичи, завод и значительное полевое хозяйство А. Н. Шекуна».
В начале 1930-х годов село Кустовое — центр сельсовета в Томаровском районе из 2 населенных пунктов, к началу 1960-х годов сельсовет вырос до 4 населенных пунктов (3 села и хутор); с января 1965 года Кустовской сельсовет — в Яковлевском районе и в него входят уже 4 села и хутор.
В 1997 году село Кустовое — центр Кустовского сельского округа (4 села) в Яковлевском районе Белгородской области.

## Население
X ревизия (1857—1859 годы) насчитала в Кустовом «526 душ мужского пола».
Осенью 1884 года в Кустовом переписали 1207 жителей (642 мужчины и 565 женскаго пола).
В 1932 году — 2194 жителя.
В 1979 году в Кустовом проживало 1228 человек, в 1989 году — 1385 (615 мужчин и 771 женщина).
В 1997 году в селе Кустовом насчитывалось 598 личных хозяйств, 1664 жителя.
| 2002 | 2010  |
| ---- | ----- |
| 1623 | ↗1679 |

## Инфраструктура и культура
По состоянию на 1995 год в Кустовом — центральная усадьба колхоза им. Дзержинского (свыше 1200 колхозников) и совхоза «Томаровский» (более 200 рабочих), занимающегося разведением домашней птицы; в селе — Дом культуры, медпункт, детский сад, средняя школа. В школе — этнографический музей, где собрано свыше 200 редких экспонатов — старинная: крестьянская утварь, одежда, а также — записи рассказов старожилов.